# The Hip Hop Dance Experience
The Hip Hop Dance Experience è un videogioco musicale sviluppato da iNiS e pubblicato da Ubisoft per Wii ed Xbox 360 nel novembre 2012. Si tratta di una simulazione di danza hip hop ed un titolo spin-off della celebre serie di videogiochi musicali Just Dance.